# گوادالوپ (انتیوکیا)
گوادالوپ (انگلیسی: Guadalupe, Antioquia) یک منطقه مسکونی در کلمبیا است.